# Visconti

Das Wappen des Hauses Visconti aus dem Jahr 1277 stellt die Geburt des Menschen aus einer Schlange (Biscione) dar.

Wappen aus dem Jahr 1395 mit Krone über der Schlange.

Visconti ist der Name einer der großen Familien Italiens, die lange Zeit Mailand und die Lombardei regierten; sie beanspruchten für sich die Abstammung von Desiderius, dem letzten König der Langobarden. Im 11. Jahrhundert besaßen die Visconti Ländereien am Comer See und am Lago Maggiore. 1277 und erneut 1281 besiegten die Ghibellinen die Mailand kontrollierenden Guelfen, die Familie della Torre (die 1302–11 nochmals zurückkehrte) und herrschten nun als Podestà und Signori. Seit 1395 regierten sie als Herzöge über Mailand und die Lombardei. 1447 verstarb der letzte Visconti der regierenden Linie. Nach seinem Tode fiel das Herzogtum Mailand an seinen Schwiegersohn aus der Familie Sforza, die fortan bis 1535 die Herzöge von Mailand stellte. Die Wappenschlange der Familie (Biscione) wurde im 14. und 15. Jahrhundert zum Symbol Mailands und der Lombardei.
Seitenzweige der Familie bestehen bis heute.

## Geschichte

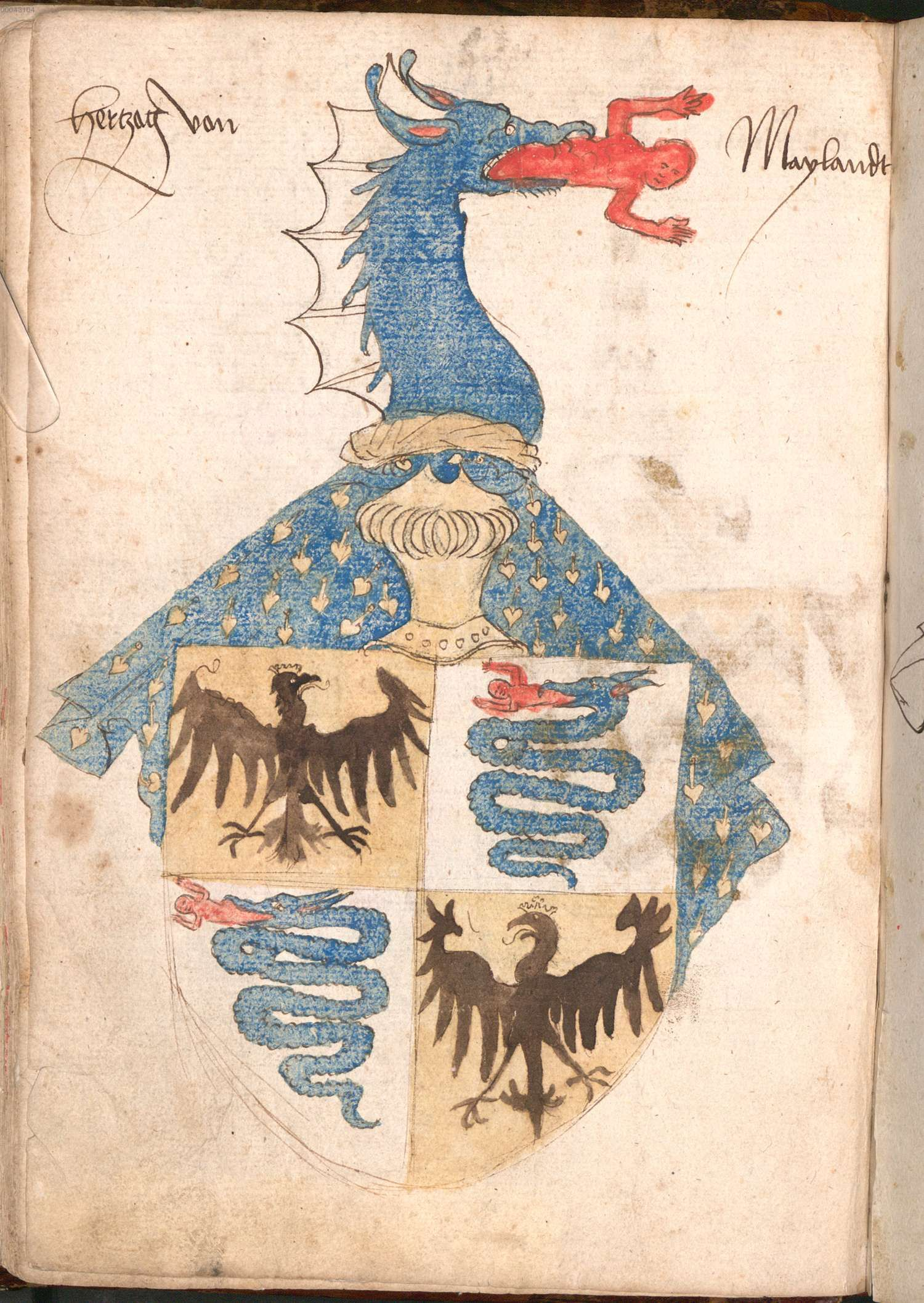
Mit dem Reichsadler gebessertes Wappen der Visconti in der Herzogswürde von Mailand

Gian Galeazzo Visconti, Herzog von Mailand, gab Ende des 14. Jahrhunderts eine Genealogie in Auftrag, mit der die Visconti auf die Grafen von Angera zurückgeführt wurden, denen Papst Gregor der Große im Jahr 606 einige Königshöfe, darunter den in Mailand und Monza, verliehen haben soll. Im Jahr 1397 gelang es Gian Galeazzo mit Hilfe dieses Konstrukts, dass der deutsche König Wenzel ihm den Adelsstand und den Titel eines Grafen von Angera zuerkannte. In dieser Genealogie treten auf:
- Ottone, der im Ersten Kreuzzug, also im Jahr 1099 beim Kampf um Jerusalem einen arabischen Herrscher getötet haben soll; Hintergrund dieses Details ist eine gewünschte Erklärung für das Familienwappen, dessen Schlangenemblem von diesem Gegner übernommen worden sein soll.
- Galvano Visconti, der Mailand gegen Kaiser Friedrich Barbarossa verteidigte, woraufhin ihm dieser den Titel eines Grafen von Angera entzog und ihn zum Vizegrafen herabstufte, was als Erklärung für den Familiennamen herhalten soll.

### Erzbischof Ottone Visconti

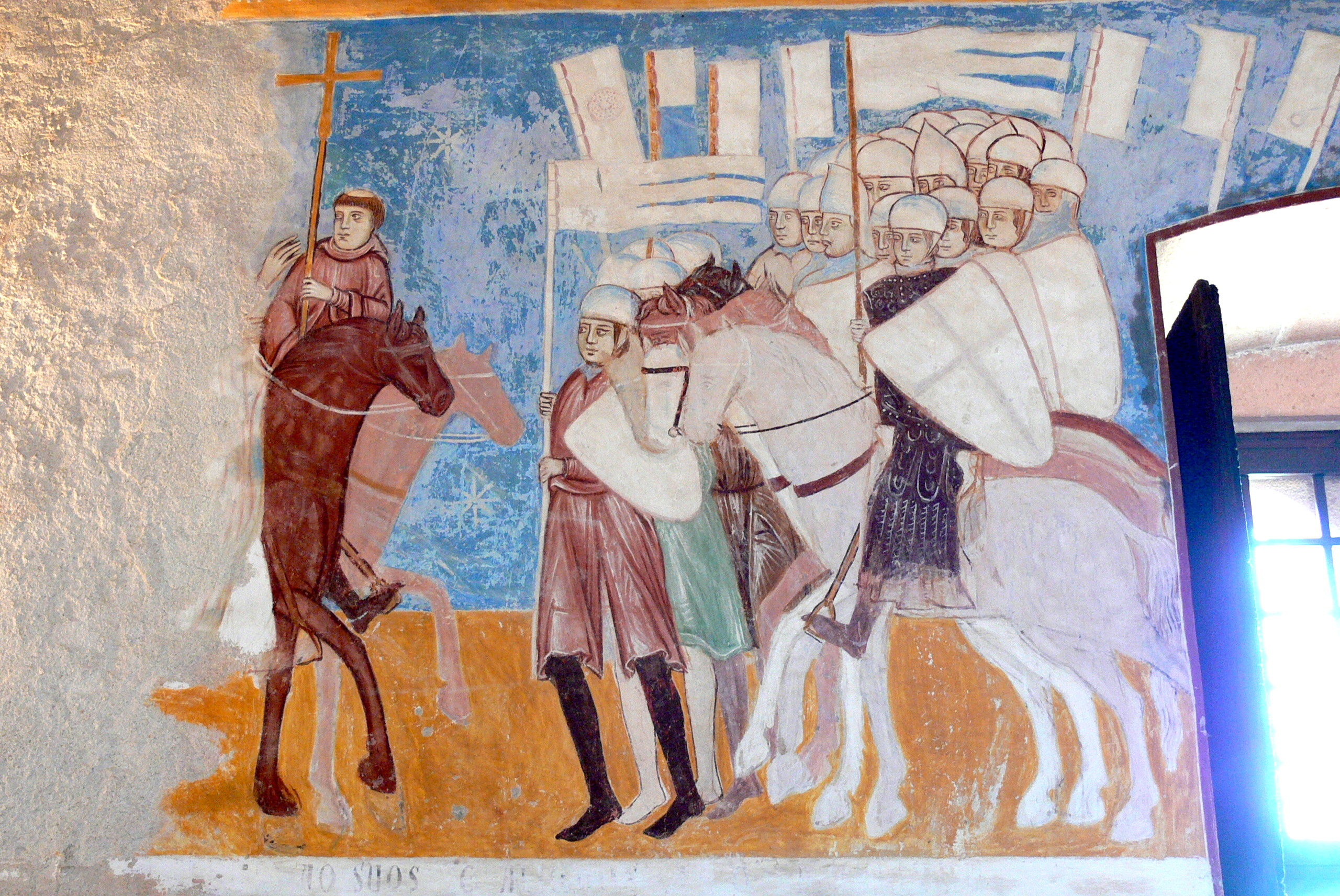
Erzbischof Ottone Visconti (1207–1295) und seine Armee 1277, Fresko auf Burg Angera

Die Visconti waren nachweisbar seit der Mitte des 11. Jahrhunderts in Mailand politisch aktiv (siehe unten), kamen aber erst nach rund 200 Jahren an die Macht. Die Basis für das Familienvermögen legte Ottone Visconti (* 1207; † 8. August 1295), ein Kanoniker aus Desio, der durch den Einfluss des Kardinals Ottaviano Ubaldini (1214–1272) von Papst Urban IV. (regierte 1261–1264) 1262 als Anführer der Ghibellinen zum Erzbischof von Mailand ernannt wurde. Die Familie della Torre, die Anführer der Guelfen war und zu dieser Zeit die Stadt kontrollierte, widersetzte sich der Ernennung, und erst nach seinem Sieg bei Desio im Jahr 1277 war es Ottone möglich, seine Diözese in Besitz zu nehmen und die Herrschaft der Visconti über die Stadt zu begründen. Er ließ Napoleone della Torre und fünf seiner Verwandten in Eisenkäfige sperren und richtete seine weiteren Anstrengungen auf die Zukunft seines Neffen Matteo.

### Matteo I. Visconti kaiserlicher Vikar

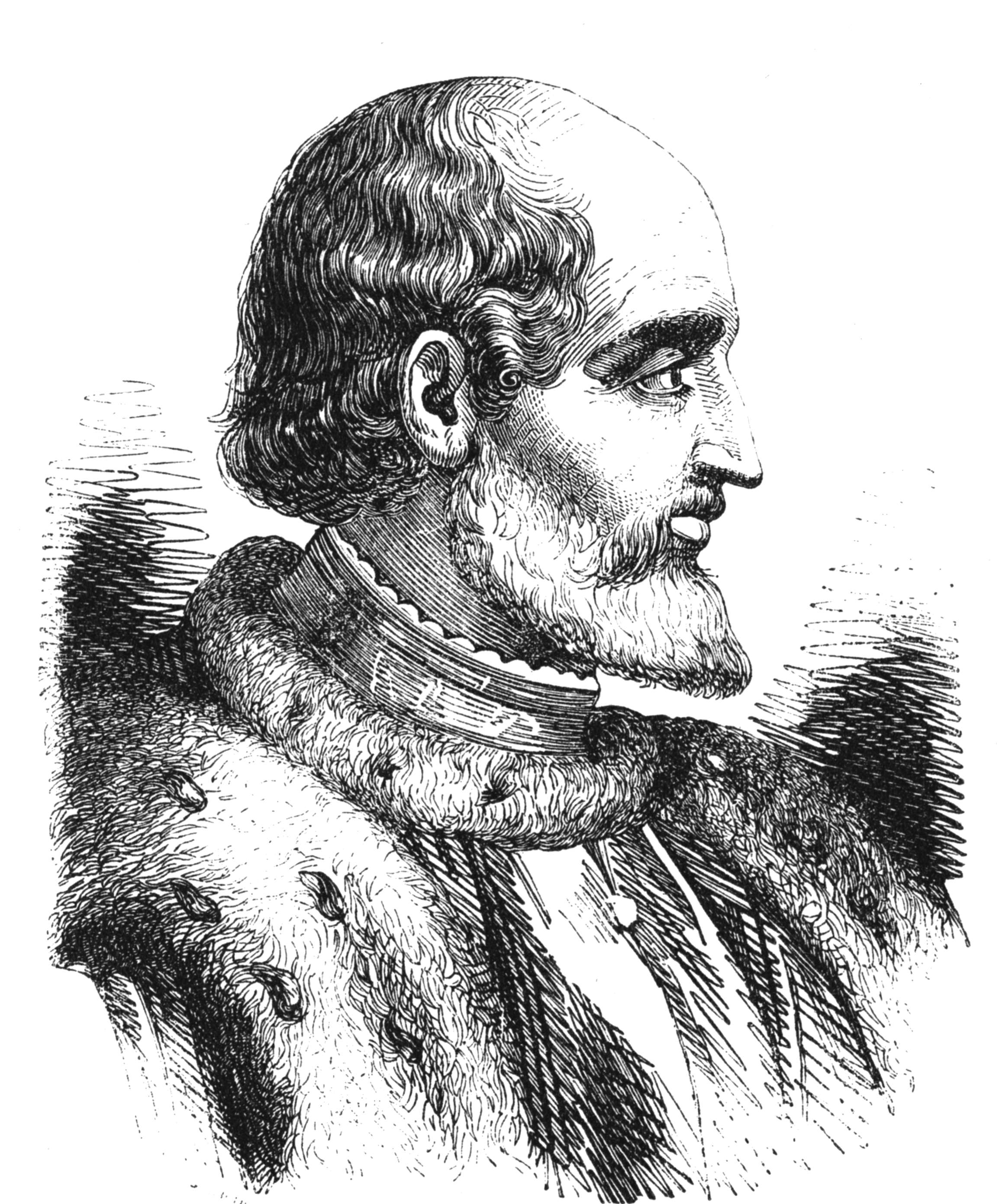
Porträt des Matteo I. Visconti (1250–1322) auf einem Kupferstich, 19. Jahrhundert

Matteo I. Visconti (* 15. August 1250 in Invorio) folgte seinem Onkel als politischer Anführer Mailands, und obwohl ein Aufstand der della Torre 1302 ihn zur Flucht nach Verona zwang, brachte ihm seine standfeste Loyalität zur kaiserlichen Sache in Italien den Dank Heinrichs VII. (regierte 1308–1313), die Wiedereinsetzung in Mailand 1311 und das Amt des kaiserlichen Vikars der Lombardei ein. Allerdings scheint Heinrich Matteo, wohl nicht zu Unrecht, teils misstraut zu haben, da dieser vor allem seine eigenen Ziele verfolgte und dabei die konkurrierende Familie der della Torre (die guelfisch gesinnt war) auszuschalten versuchte. Matteo brachte Piacenza, Tortona, Pavia, Bergamo, Vercelli, Cremona und Alessandria unter seine Herrschaft. Obwohl ein fähiger General, verließ er sich für seine Erwerbungen stärker auf Diplomatie und Bestechung und wurde als Modell eines vorsichtigen italienischen Despoten angesehen. Seine beharrliche ghibellinische Politik und sein Streit mit Papst Johannes XXII. (regierte 1316–1334) über die Besetzung des Bischofsstuhls in Mailand brachten ihm 1322 die Exkommunikation durch den päpstlichen Legaten Bertrand du Pouget ein. Er dankte zugunsten seines Sohnes Galeazzo ab und starb in Crescenzago am 24. Juni desselben Jahres. Außer Galeazzo hinterließ er noch die Söhne Marco, Lucchino, Giovanni und Stefano.

### Galeazzo I. Visconti regierte Mailand von 1322 bis 1328

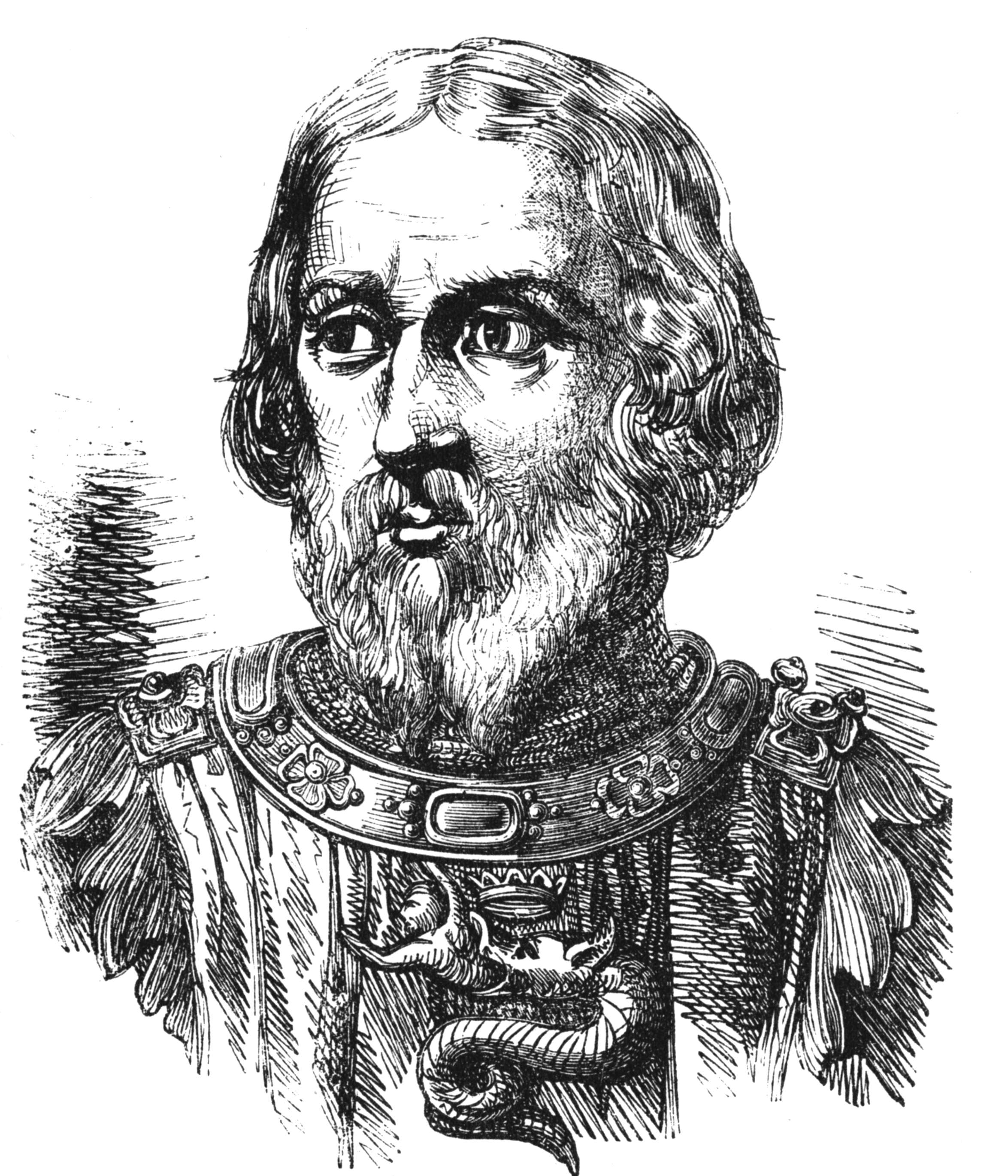
Galeazzo I. Visconti (* 1277; † 1328) auf einem Kupferstich

Galeazzo I. Visconti (* 1277; † 1328) regierte Mailand von 1322 bis 1328. Er setzte sich 1324 mit Unterstützung des Kaisers Ludwig IV (regierte 1314–1347) in Vaprio an der Adda gegen die Armee durch, die der Papst gegen die Visconti gesandt hatte. 1327 setzte ihn der Kaiser in Monza gefangen, weil er im Verdacht stand, mit der Kirche Frieden geschlossen zu haben; er wurde lediglich aufgrund der Intervention seines Freundes Castruccio Castracani freigelassen. Von seiner Frau Beatrice d’Este hatte er einen Sohn, Azzo, der sein Nachfolger wurde. Sein Bruder Marco war Befehlshaber einer deutschen Truppe, die Pisa und Lucca eroberte; er starb 1329.
Azzo Visconti (* 1302; † 1339), der seinem Vater 1328 folgte, kaufte den Titel eines kaiserlichen Vikars für 25.000 Florin vom selben Kaiser, der Galeazzo eingesperrt hatte. Er eroberte zehn Städte, ermordete seinen Onkel Marco (1329), unterdrückte einen Aufstand seines Vetters Lodrisio, reorganisierte die Verwaltung seiner Länder, baute den achteckigen Turm von San Gottardo und hinterließ Mailand seinen Onkeln Lucchino und Giovanni.

### Luchino Visconti

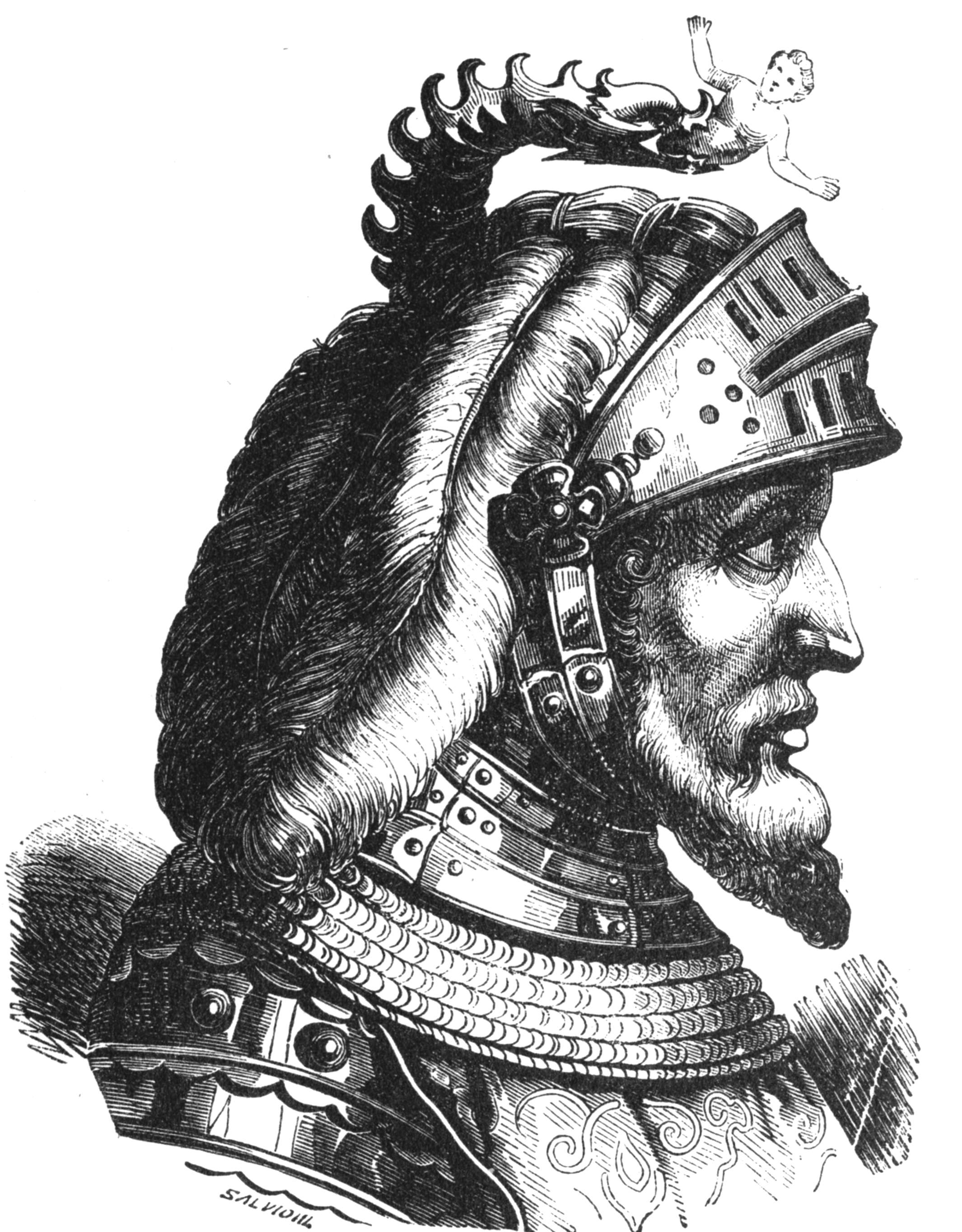
Luchino Visconti (1287–1349), Kupferstich nach einem Porträt

Luchino Visconti schloss 1341 Frieden mit der Kirche, kaufte Parma von Obizzo III. d’Este und brachte Pisa in seine Abhängigkeit. Obwohl er ein fähiger General und Regent war, war er auch eifersüchtig und grausam; er wurde 1349 von seiner Ehefrau Isabella Fieschi vergiftet. Sein Bruder Giovanni Visconti, Erzbischof von Mailand und Herr der Stadt von 1349 bis 1354, war einer der bemerkenswerten Charaktere seiner Zeit. Er unterstützte Francesco Petrarca, dehnte die Herrschaft der Visconti über Bologna aus (1350), widersetzte sich Papst Clemens VI. (regierte 1342–1352) und annektierte Genua (1353); bei seinem Tod am 5. Oktober 1354 hatte er die Herrschaft seiner Familie über ganz Norditalien außer Piemont, Verona, Mantua, Ferrara und Venedig ausgedehnt. Die Visconti der Zeit des Erzbischofs Giovanni waren keine Rivalen der della Torre mehr, auch nicht abhängig von kaiserlichen Launen, sondern echte souveräne Herrscher mit der anerkannten Macht über Mailand und seine Umgebung. Der Staat wurde bei Giovannis Tod unter die drei Söhnen Stefanos, Matteo II., Galeazzo II. und Bernabo aufgeteilt:

### Matteo II. Visconti

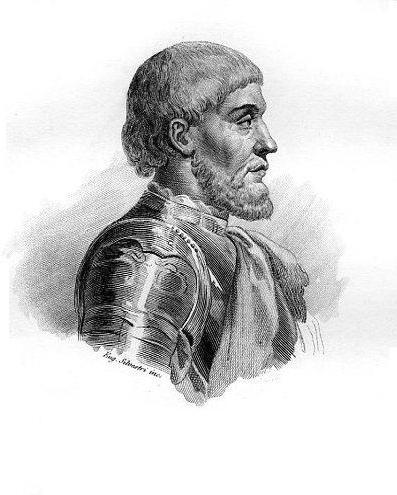
Matteo II. Visconti († 1355) Porträt im Profil auf einem Stahlstich aus dem 19. Jh.

Matteo II. Visconti, der in Bologna, Lodi, Piacenza und Parma folgte, widmete sich selbst der Sittenlosigkeit und wurde 1355 auf Anweisung seiner Brüder ermordet, die anschließend seine Gebiete gemeinsam und vergleichsweise fähig regierten.

### Galeazzo II. Visconti
Galeazzo II. Visconti (ca. 1320–1378), der in Pavia residierte, war vornehm und gutaussehend, Förderer Petrarcas, Gründer der Universität Pavia und ein begabter Diplomat. Er verheiratete seine Tochter Violante an Lionel, Herzog von Clarence, einen Sohn des englischen Königs Eduard III. (regierte 1327–1377), was ihn eine Aussteuer von 200.000 Goldflorin kostete, und seinen Sohn Gian Galeazzo an Isabella, Tochter des Königs Johann II. von Frankreich (regierte 1350–1364). Er starb 1378.

### Bernabò Visconti
Bernabò Visconti (ca. 1323–1385), der in Mailand residierte, war permanent in Kriege verwickelt; und musste sehr drückende Steuern erheben, um deren Kosten zu decken. Er kämpfte gegen die Päpste Innozenz VI. (regierte 1352–1362) und Urban V. (regierte 1362–1370), die gegen ihn einen Kreuzzug ausriefen. Er kämpfte auch gegen Kaiser Karl IV. (regierte 1346–1378), der ihn seiner Lehen für verlustig erklärte. Er bemühte sich nach dem Tod seines Bruders um die alleinige Macht im Staat, wurde aber von seinem jungen Neffen Gian Galeazzo getötet (1385).

### Gian Galeazzo Visconti

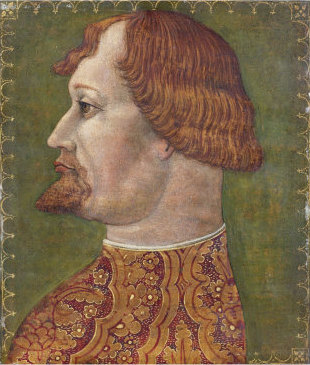
Gian Galeazzo Visconti (1351–1402) auf einem Porträt

Gian Galeazzo Visconti, (* 16. Oktober 1351 in Pavia; † 3. September 1402 in Melegnano) der mächtigste der Visconti, wurde Mitregent in Mailand nach dem Tod seines Vaters 1378 und alleiniger Regent der visconteischen Herrschaften nach der von ihm vollzogenen Gefangennahme und Ermordung seines Onkels Bernabò 1385. Er legte den Grundstein zur Kathedrale von Mailand, baute die Certosa und die Brücke über den Ticino in Pavia, förderte die Universität Pavia, gründete die Bibliothek dort und ließ die Universität Piacenza wiederherstellen. Seine Verwaltung war ausgezeichnet, er war ein fähiger und wirtschaftlich denkender Regent und wurde als einer der reichsten Fürsten seiner Zeit angesehen. Er hatte den Ehrgeiz, ganz Italien in die Hand zu bekommen, eroberte Verona 1387 und Padua mit Hilfe Venedigs im Jahr darauf. Er wandte sich erfolgreich gegen die Regenten von Mantua und Ferrara und anschließend, als die ganze Lombardei ihm gehörte, gegen die Toskana. 1399 kaufte er Pisa und beschlagnahmte Siena. Der deutsche König Wenzel (regierte 1376–1400) hatte ihm 1395 gegen eine Zahlung von 100.000 Florin den Titel eines Herzogs von Mailand gegeben, ihn 1395 zum Grafen von Pavia und 1397 zum Herzog der Lombardei ernannt, und sich andererseits geweigert, gegen ihn zu Felde zu ziehen. Gian Galeazzo eroberte Perugia, Assisi, Lucca und Bologna (1400–1401) und belagerte Florenz, als er am 3. September 1402 im Alter von 50 Jahren an der Pest starb. Seine Söhne Giovanni Maria und Filippo Maria waren zu der Zeit noch nicht erwachsen und kamen unter den Schutz des Condottiere Facino Cane de Casale; die meisten seiner Eroberungen gingen an seine selbstsüchtigen Generäle verloren.

### Filippo Maria Visconti und Giovanni Maria Visconti

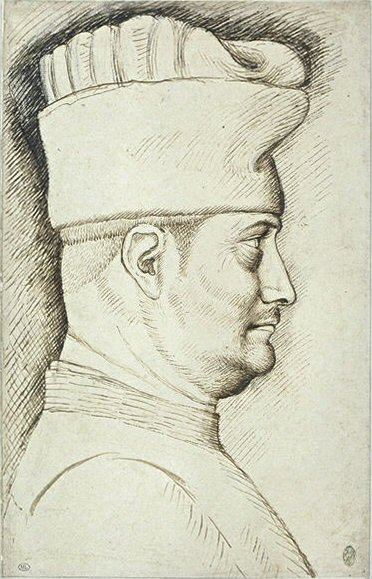
Filippo Maria Visconti (1392–1447)

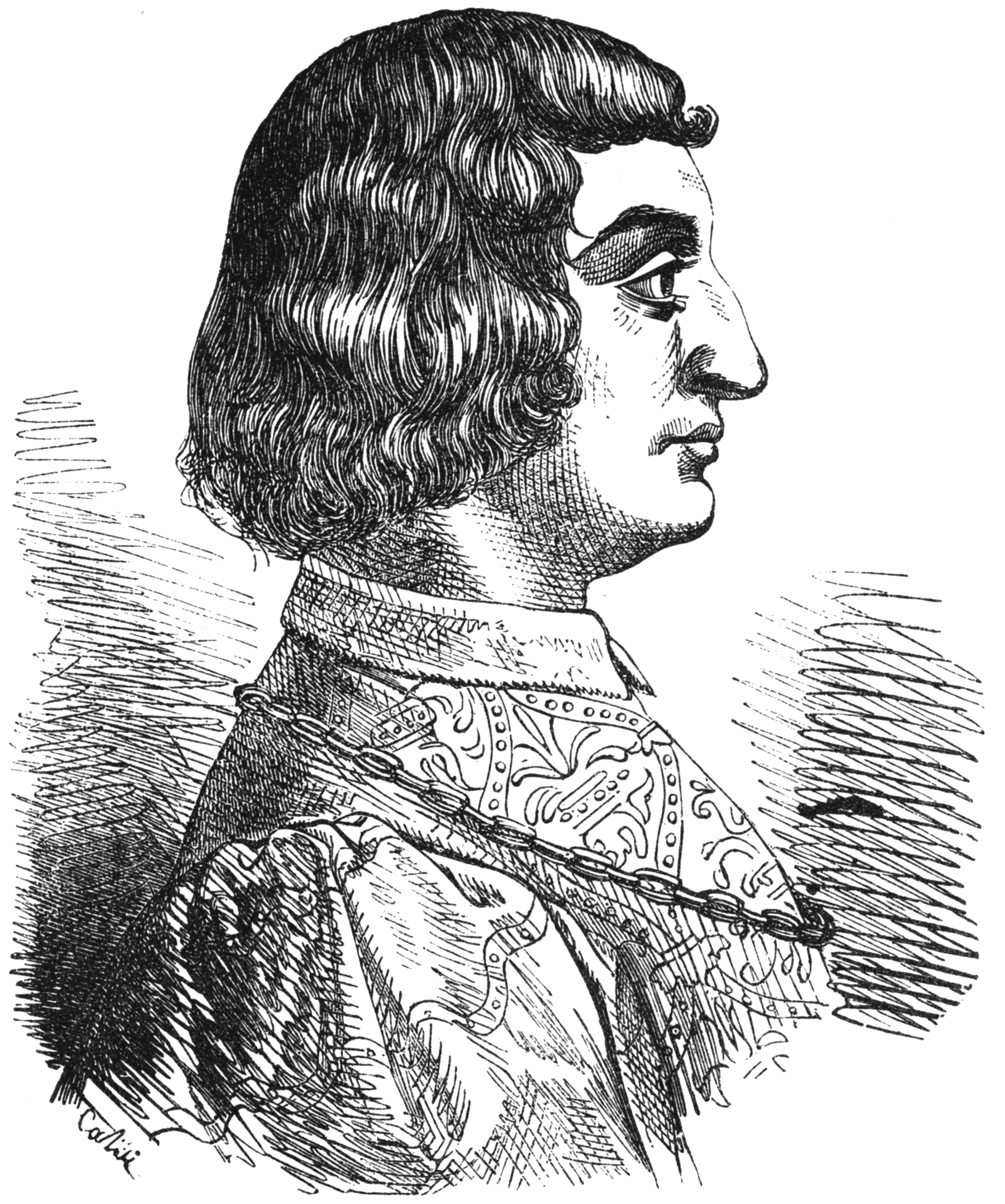
Giovanni Maria Visconti (1388–1412) Porträt auf einem Kupferstich

Giovanni Maria Visconti wurde 1402 zum Herzog von Mailand proklamiert; er zeigte eine geistesgestörte Grausamkeit und wurde 1412 von ghibellinischen Partisanen ermordet. Filippo Maria Visconti (1392–1447), seit 1402 nominell Regent von Pavia, folgte ihm als Herzog nach. Grausam und äußerst empfindlich in Bezug auf seine eigene Hässlichkeit, war er nie ein großer Politiker, beschränkte sich darauf, so mächtige Condottieri wie Francesco Bussone da Carmagnola, Niccolò Piccinino und Francesco Sforza die Lombardei regieren zu lassen. Durch die Heirat mit der unglücklichen Witwe des erwähnten Facino Cane, Beatrice di Tenda (um 1372–1418) erhielt er nahezu eine halbe Million Florin. Er starb 1447 als der letzte Visconti in männlicher Linie; ihm folgte im Herzogtum, nach der kurzlebigen ambrosianischen Republik, 1450 Francesco I. Sforza, der 1441 seine Tochter Bianca Maria (* um 1424; † 1468) geheiratet hatte (siehe Sforza).

## Weitere Familienmitglieder
- Gabriele, ein unehelicher Bruder der beiden letzten Herzöge von Mailand, ergriff Besitz von Pisa und anderen Städten, wurde aber 1407 von Karls VI. Gouverneur von Genua abgesetzt und enthauptet.
- Seitenlinien der Visconti sind die Grafen (Conte) von Saliceto und Zagnano, die Herren von Brignano, die Markgrafen (Marchese) von San Giorgio di Borgoratto, Invorio und della Motta. Andere Linien erreichten Bedeutung in der Stadtgeschichte von Bari und Tarent.

- Tebaldo Visconti aus Piacenza (1210–1276) wurde 1271 als Gregor X. Papst.
- Elisabetta Visconti (1374–1432), Herzogin von Oberbayern-München
- Bianca Maria Visconti (1425–1468), von 1450 bis 1468 Herzogin von Mailand
- Gasparo Visconti († 1595), Erzbischof von Mailand
- Alfonso Visconti (1552–1608), Kardinal der katholischen Kirche
- Ignazio Visconti (1682–1755), 16. Generaloberer der Jesuiten
- Antonio Eugenio Visconti (1713–1788), Kardinal der katholischen Kirche
- Filippo Maria Visconti (1721–1801), Erzbischof von Mailand
- Giovanni Battista Visconti (1722–1784), päpstlicher Präfekt der Altertümer
- Ennio Quirino Visconti (1751–1818), Sohn Giovanni Battistas, Klassischer Archäologe
- Filippo Aurelio Visconti (1754–1831), Klassischer Archäologe
- Alessandro Visconti (1757–1835), Klassischer Archäologe
- Louis Visconti (1791–1853), französischer Architekt italienischer Herkunft
- Pietro Ercole Visconti (1802–1880), Direktor der vatikanischen Kunstsammlungen
- Carlo Lodovico Visconti (1818–1894), Direktor der päpstlichen Museen in Rom
- Emilio Visconti-Venosta (1829–1914), italienischer Politiker
- Giovanni Visconti-Venosta (1831–1906), italienischer Schriftsteller und Politiker
- Luchino Visconti (1906–1976), italienischer Filmregisseur

## Stammliste

### Die Anfänge
Die ersten nachweisbaren Familienangehörigen sind:
- Ottone Visconti, 1065 bezeugt, Sohn eines Eriprando
- Anselmo Visconti, 1065 bezeugt, vom Erzbischof von Mailand (Guido da Velate) 1067 zum Papst gesandt
- Ottone Visconti, † 1111 in Rom als Parteigänger Heinrichs V. bei den Tumulten um dessen Kaiserkrönung, Gegner des Mailänder Erzbischofs Pietro Grozzolano
- Guido Visconti, Sohn Ottones, bekam 1134 vom Abt von Sankt Gallen den Fronhof Massino in der Provinz Novara
- Tebaldo Visconti (1210–1276) aus Piacenza, 1271–1276 als Gregor X. Papst, ist mit den Mailänder Visconti nicht verwandt

Eine zusammenhänge Genealogie ergibt sich ab der Mitte des 13. Jahrhunderts:
1. Uberto Visconti († 1249)
  1. Azzone, Kanoniker an der Kathedrale von Mailand, 1251–1262 Bischof von Ventimiglia
  2. Andreotto
  3. Obizzo, 1258/59 bezeugt, 1263 Consul iustitiae in Mailand
    1. Tebaldo († ermordet 1276 in Gallarate); ⚭ Anastasia Pirovano[4]
      1. Matteo I. (* 15. August 1250 Invorio, † 24. Juni 1322 Crescenzago), 1294 Reichsvikar, 1295–1302 und 1311–1322 Herr von Mailand; ⚭ 1269 Bonacosa Borri († 15. Januar 1321), Tochter von Squarcino Borri[5] – Nachkommen siehe unten
      2. Ubertino – Stammvater der Markgrafen und Herzöge von Modrone, darunter auch der Regisseur Luchino Visconti (1906–1976)

    2. Pietro; ⚭ Antiocha Crivelli
      1. Lodrisio († 1364), Kondottiere

  4. Ottone (* 1207, † 8. August 1295),[6] 1262 von Papst Urban IV. zum Erzbischof von Mailand ernannt, besiegte Napoleone della Torre 1277, danach auch Herr von Mailand, Großonkel Matteos I. und daher wohl Sohn Ubertos.
  5. Oberto, 1265–1270 Bischof von Ventimiglia[7]

### Die Herren und Herzöge von Mailand
1. Matteo I. (* 15. August 1250 Invorio, † 24. Juni 1322 Crescenzago), 1294 Reichsvikar, 1295–1302 und 1311–1322 Herr von Mailand; ⚭ 1269 Bonacosa Borri († 15. Januar 1321), Tochter von Squarcino Borri – Vorfahren siehe oben
  1. Galeazzo I. (* 21. Januar 1277, † 6. August 1328), 1322–1328 Herr von Mailand; ⚭ 24. Juni 1300 Beatrice d’Este († 1. September 1334), Tochter von Obizzo II. d’Este (Haus Este)
    1. Azzo (* 7. Dezember 1302, † 16. August 1339), 1328–1339 Herr von Mailand; ⚭ 1. Oktober 1330 Caterina di Savoia († 18. Juni 1388), Tochter von Ludwig II. von Savoyen, Herr der Waadt (Haus Savoyen)
    2. Ricciarda; ⚭ Thomas (Tommaso) II., Markgraf von Saluzzo

  2. Lucchino (* 1287, † ermordet 24. Januar 1349), 1340–1349 Herr von Mailand; ⚭ I Violante di Saluzzo, Tochter von Thomas (Tommaso) I., Markgraf von Saluzzo; ⚭ II 1318 Caterina Spinola, Tochter von Oberto Spinola; ⚭ III Isabella Fieschi, Tochter von Carlo Fieschi – Luchinos Nachkommen wurden von Giovanni Visconti mit Gewalt von der Nachfolge ausgeschlossen
    1. Caterina; ⚭ 3. Juni 1342 Francesco II., Marchese d’Este, † 1384 (Haus Este)

  3. Stefano (* 1288; † 4. Juli 1327); ⚭ 1318 Valentina Doria, Tochter von Bernabò Doria
    1. Bernabò (* 1323, † 19. Dezember 1385); ⚭ 1350 Beatrice della Scala († 18. Juni 1384), Tochter von Mastino II. della Scala (Scaliger)
      1. Marco (* November 1353, † 3. Januar 1382) Mitherr von Mailand (1379–1382) und Statthalter von Parma (1364–1382); ⚭ 1357 Elisabeth von Bayern (* 1361, † 17. Januar 1382), Tochter von Friedrich, Herzog von Bayern[8]
      2. Luigi († 1385); ⚭ 1381 Violante Visconti († 1382), Tochter von Galeazzo II. Visconti (siehe unten)
      3. Rodolfo (* 1364, † 3. Januar 1389)
      4. Giovanni Mastino; ⚭ Antonia della Scala (Scaliger)
      5. Carlo († 1391), Herr von Parma; ⚭ 1382 Beatrice d’Armagnac (Haus Lomagne)
        1. Bona; ⚭ Guillaume de Montauban († 1432), Sire de Montauban (Montauban (Adelsgeschlecht))

      6. Ettore (X 1413)
      7. Caterina (* um 1360, † 17. Oktober 1404); ⚭ 2. Oktober 1380 Gian Galeazzo Visconti (* November 1351, † 3. September 1402), 1395–1402 Herzog von Mailand (siehe unten)
      8. Viridis († 1414 vor 11. März); ⚭ 22. März 1365 Leopold III., Herzog von Österreich (* 1. November 1351, X 9. September 1386) (Habsburger)
      9. Taddea († 28. September 1381); ⚭ 13. Oktober 1364 Stephan III., Herzog von Bayern (* um 1337; † 25. September 1413) (Wittelsbacher)
      10. Agnese († 1391); ⚭ Francesco I. Gonzaga, Markgraf von Mantua (* 1363, † 8. März 1407) (Haus Gonzaga)
      11. Valentina († 1393); ⚭ 1378 Petter II., König von Zypern († 1382) (Ramnulfiden)
      12. Antonia († 26. März 1405), ⚭ 1386 Eberhard III. Graf von Württemberg (* 1364, † 16. Mai 1417) (Haus Württemberg)
      13. Maddalena († 17. Juli 1404); ⚭ 2. September 1381 Friedrich, Herzog von Bayern (* um 1339, † 4. Dezember 1393) (Wittelsbacher)
      14. Elisabetta († 2. Februar 1432); ⚭ Februar 1396 Ernst, Herzog von Bayern (* 1373, † 2. Juli 1438) (Wittelsbacher)
      15. Lucia († 1424), ⚭ Edmund Holland, 4. Earl of Kent († 1407) (Haus Holland)
      16. (Nat.) Sagramoro I, Herren von Brignano (Gera d'Adda) 1380 († 1385), (Mutter: Montanina de Lazzari); verheiratet Achilletta Marliani
      17. (nat.) Donnina (Mutter: Montanina de Lazzari); ⚭ John Hawkwood (Giovanni Acuto), † 1394, Söldnerführer
      18. (nat.) Riccarda (Mutter: Catarina Freganeschi); ⚭ Bernardon de la Salle, † 1391, Söldnerführer

    2. Galeazzo II. (* um 1320; † 4. August 1378); ⚭ 10. September 1350 Bianca Maria di Savoia († 31. Dezember 1387), Tochter von Aymon (Haimone), Graf von Savoyen (Haus Savoyen)
      1. Gian Galeazzo (* November 1351, † 3. September 1402), 1395–1402 Herzog von Mailand, 1395 Graf von Pavia; ⚭ I Juni 1360 Isabelle de France (* 1. Oktober 1348, † 11. September 1372), Tochter von Johann II., König von Frankreich (Haus Valois)
        1. Valentina (* 1368, † 4. Dezember 1408); ⚭ 17. August 1389 Louis de Valois, Herzog von Orléans (* 13. März 1371, † 23. November 1407) (Haus Valois)
        2. Giovanni Maria (* 1388, † ermordet 16. Mai 1412), 1402–1412 Herzog von Mailand; ⚭ 1408 Antonia Malatesta, Tochter von Malatesta Malatesta, Herr von Rimini
        3. Filippo Maria (* 23. September 1392, † 13. August 1447), 1412–1447 Herzog von Mailand; ⚭ I 1412 Beatrix Lascaris († 1418), Tochter von Wilhelm Lascaris, Graf von Tenda (Laskariden); ⚭ II 2. Dezember 1427 Maria di Savoia († Februar 1479), Tochter von Amadeus VIII., Herzog von Savoyen (Haus Savoyen)
          1. Bianca Maria Visconti (unehelich, Mutter: Agnese del Maino († nach 13. August 1447), Tochter von Ambrogio del Maino) (* um 1424; † 23. Oktober 1468); ⚭ 25. Oktober 1441 Francesco I. Sforza (* 23. Juli 1401, † 6. März 1466), Herzog von Mailand (Sforza)

    3. Matteo II. († 29. September 1355), 1354–1355 Herr von Mailand; ⚭ Gigliola Gonzaga, Tochter von Filippino Gonzaga (Haus Gonzaga)
      1. Caterina († 10. Oktober 1382); ⚭ 1358 Ugolino Gonzaga († ermordet 14. Oktober 1362) (Haus Gonzaga)

    4. Giovanni

  4. Marco († ermordet 1329), Podestà von Alessandria
  5. Giovanni (* 1290, † 5. Oktober 1354), 1329 Kardinal, 1342 Erzbischof von Mailand, 1349 Herr von Mailand, 1353 Doge von Venedig
    1. (unehelich) Leonardo[9]

  6. Caterina; ⚭ 1298 Alboino della Scala († 29. November 1311) (Scaliger)
  7. Agnese; ⚭ Cecchino della Scala († 26. Februar 1325) (Scaliger)
  8. Zaccharino; ⚭ Franchino Rusca

### Die Richter von Gallura
1. Alberto, Patrizier in Pisa
  1. Eldizio, Patrizier und 1184/85 Konsul; ⚭ NN, Tochter von Torchitorio III., Richter von Cagliari
    1. Lamberto († 1225), Patrizier und Podestà von Pisa, Richter von Gallura ab 1206; ⚭ Elena de Lacon († 1218), Erbtochter von Barisone von Gallura
      1. Ubaldo II. († 1238) Richter von Gallura 1225–1238; ⚭ 1218 Adelasia von Torres († 1259), Tochter von Mariano II., Richter von Torres, sie heiratete in zweiter Ehe Enzio († 1272), unehelicher Sohn des Kaisers Friedrich II., der dadurch Richter von Torres und König von Sardinien wurde (Stammliste der Staufer)

    2. Ubaldo I. († 1230), Patricius und Podestà von Pisa, 1217 faktisch Richter von Cagliari
      1. Giovanni († 1275), Richter von Gallura 1238–1275; ⚭ I Dominicata († 1259), Tochter von Aldobrandini Gualandi-Cortevecchia; ⚭ II NN, Tochter von Ugolino della Gherardesca, Graf von Donoratico
        1. Ugolino, genannt Nino († 1298), Richter von Gallura 1275/76–1298; ⚭ Beatrice d’Este († 1334), Tochter von Obizzo II. d’Este, Markgraf von Ferrara und der Mark Ancona, sie heiratete in zweiter Ehe Galeazzo I. Visconti († 1328), Herr von Mailand 1322–1327
          1. Giovanna († 1339), Titularrichterin von Gallura ab 1298; ⚭ 1309 Rizzardo IV. da Camino, Graf von Ceneda, Herr von Treviso

### Die römischen Visconti
1. Giambattista Antonio (* 26. Dezember 1722, † 2. September 1784), päpstlicher Präfekt der Altertümer
  1. Ennio Quirino (* 1. November 1751 Rom, † 7. Februar 1818 Paris), Archäologe
    1. Ludovico (* 11. Februar 1791 Rom, † 29. Dezember 1853 Paris), Architekt

  2. Filippo Aurelio (* 10. Juli 1754 Rom, † 30. März 1831 Rom)
  3. Alessandro (* 12. März 1757 Rom, † 7. Januar 1835 Rom), Arzt und Archäologe
    1. Pietro Ercole (* 1802; † 14. Oktober 1880), Commissario delle Antichità im Kirchenstaat
    2. Felice
      1. Carlo Lodovico (* 1818, † 19. Juni 1894), Direktor der päpstlichen Museen in Rom

### Die Herzöge von Modrone

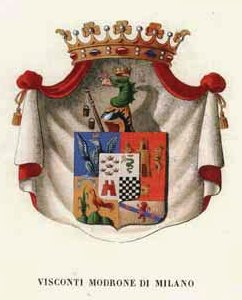
Wappen der Visconti di Modrone

Die Visconti di Modrone stammen von Vercellino Visconti ab, einem Sohn des Uberto (von 1290 bis 1295 Podestà von Vercelli und Como), einem Bruder des Matteo I. Visconti.
1. Don Guido Duca Visconti di Modrone, Marchese di Vimodrone, Conte di Lonate Pozzolo, Patrizier von Mailand etc. (* Mailand 19. Juli 1838, † Mailand 5. Februar 1902); ⚭ Bologna 7. Mai 1870 Ida Renzi (* Verona 6. Oktober 1850, † Mailand 28. Dezember 1915)
  1. Uberto Duca Visconti di Modrone (* Mailand 23. Februar 1871, † Mailand 13. Januar 1923); ⚭ Genua 8. Februar 1893 Marianna dei Marchesi Gropallo (* Genua 22. Januar 1869, † Mailand 29. Januar 1941)
    1. Ida (* Mailand 2. Dezember 1893, † Mailand 6. Mai 1958); ⚭ Macherio 9. September 1914 Alfonso Corti Marchese di Santo Stefano Belbo (* Corvino 19. August 1891, † Mailand 1. Juni 1977)
    2. Maria Ida Francesca Rosaria (* Como 4. Oktober 1896, † Vigevano 29. Januar 1981); ⚭ Macherio 17. Oktober 1917 Cesare Castelbarco Albani Visconti Somonetta Principe di Montignano (* Mailand 1. Juni 1896, † Casciago 8. Januar 1970)
    3. Guido Giovanni (* 1897, † Como 11. August 1899)
    4. Marcello Duca Visconti di Modrone (* Macherio 18. Dezember 1898, † Crans-sur-Sierre 5. August 1964); ⚭ Rom 1. Oktober 1924 Xenia Berlingieri (* Neapel 2. Oktober 1901, † Mailand 1. August 1973)
      1. Maria Anna (* Mailand 5. August 1925); ⚭ Macherio 30. Juni 1952 Andrea dei Marchesi Doria (* Genua 15. November 1919, † Mailand 27. Mai 2003)
      2. Uberto Duca Visconti di Modrone (* Mailand 25. Dezember 1927, † Santa Lucia 29. Dezember 2001); ⚭ Rom 14. März 1974 Antonella Bechi Piaggio (* Rom 2. November 1938, † New York 22. April 1999)
        1. Chiara (* Atlanta 11. Oktober 1977); ⚭ Varramista 9. September 2007 Angelos Parvenas

    5. Valentina (* Macherio 1. November 1901, † Mailand 28. Juni 1951); ⚭ Macherio 12. Oktober 1921 Luigi Perego di Cremnago (* Cremnago 18. April 1898, † Mailand 21. Januar 1993)

  2. Giovanni (* Mailand 10. Oktober 1873, † Forte dei Marmi 14. August 1931); ⚭ Imbersago 20. August 1900 Edoarda Castelbarco Visconti Simonetta dei Marchesi di Cislago (* Mailand 16. Oktober 1881, † Mailand 13. Juli 1929)
    1. Ida (* Mailand 21. Oktober 1901, † Rom 14. Oktober 1974); ⚭ Mailand 9. April 1931 Girolamo Conte Cavalli (* Padua 26. Juni 1902, † 21. April 1933)
    2. Raimonda (* Mailand 1. September 1903, † Mailand 9. November 1949); ⚭ Mailand 11. Januar 1923 Gian Franco cavaliere della Porta (* Mailand 10. April 1897)
    3. Carla (* Mailand 8. November 1904, † Rom 2. August 1984); ⚭ Mailand 8. Juni 1932 Blasco Marchese Lanza d'Ajeta dei Principi di Trabia (* Florenz 6. Juni 1907, † Florenz 19. November 1969)
    4. Ruggero (* Mailand 27. Juni 1906, † Cambiasca 30. März 1991); ⚭ I Chicago 15. Juni 1931 Anna Fairbanks († 29. November 1960); ⚭ II Francesca Amidani (* Shanghai 1. März 1920, † Mailand 3. November 2006)
      1. Giangaleazzo (* Rom 28. März 1936)

    5. Emanuele (* Mailand 10. Oktober 1907, † 2. Mai 1945)
    6. Ottorino (* Mailand 27. September 1909, † Cernobbio 3. September 1978)
    7. Galeazzo (* Mailand 12. Dezember 1918, † Grassino 2. März 1976); ⚭ (geschieden 1959) Donna Simonetta Colonna dei Duchi di Cesarò (* 1922, † September 2011)
      1. Verde Emanuela (* Rom 14. Oktober 1947)

    8. Marco (* Mailand 6. August 1920, † Rom 16. April 1995); ⚭ Renata Oberzi Ner

  3. Giuseppe, Conte di Lonate Pozzolo, 1937 zum ersten Duca di Grazzano Visconti (Herzog von Grazzano Visconti) erhoben (* Mailand 10. November 1879, † Mailand 16. Dezember 1941); ⚭ Cernobbio 10. November 1900 Carla Erba († Cortina d’Ampezzo 17. Januar 1939), Enkelin von Carlo Erba
    1. Guido, Duca di Grazzano Visconti (* Mailand 9. Dezember 1901, X El Alamein 14. Oktober 1942); ⚭ Florenz 12. April 1926 Franca dei Marchesi Viviani Della Robbia (* 28. Januar 1905, † Florenz 16. April 2003)
    2. Anna (* Mailand 12. Mai 1903, † Grazzano Visconti 3. April 1977); ⚭ Grazzano Visconti 2. Juli 1936 Adolfo Caracciolo dei Principi di Castagneto (* Neapel 24. Dezember 1905, † Rom 8. Juni 1968)
    3. Luigi, Duca di Grazzano Visconti (* Mailand 10. Juni 1905, † Gariga 30. November 1967); ⚭ I Venedig 24. April 1929 (geschieden) Maddalena Arrivabene Valenti Gonzaga (* Sabion 6. Mai 1909, † Grazzano Visconti 11. März 1996); ⚭ II November 1947 Laura Adani (* Modena 1913, † Turin 30. August 1996)
      1. Barnabò, Duca di Grazzano Visconti, Duca Visconti di Modrone (* Rom 11. März 1930); ⚭ I Rom Februar 1959 (geschieden) Luciana dei Marchesi Avati (* Neapel 27. April 1936); ⚭ II Marta Nistri Renelletti; ⚭ III 13. März 1998 (geschieden) Francesca Scarsini
        1. Violante (* Singapur 22. April 1960); ⚭ Grazzano Visconti 12. Juni 1982 Andrea Cito Filomarino Principe di Bitetto (* Mailand 15. April 1956)
        2. Gian Galeazzo (* Singapur 24. Februar 1962); ⚭ Bracciano 10. Juni 1989 Osanna Rebecchini (* Rom 30. Mai 1963)
          1. Madina (* Rom 13. November 1990)
          2. Barnabò (* Rom 29. Oktober 1993)
          3. Uberto (* Rom 21. Dezember 1995)
          4. Ottone

        3. Ilaria (* 23. November 1985)
        4. Valentina

      2. Giammaria (* Rom 7. Mai 1935); ⚭ Grazzano Visconti 8. September 1962 Violante Caracciolo dei Principi di Castagneto (* Rom 19. März 1943, † 24. Januar 2003)
        1. Luchino (* Mailand 16. Mai 1965)
        2. Verde (* Mailand 12. April 1969); ⚭ Max Brum

    4. Luchino (* Mailand 2. November 1906, † Rom 17. März 1976) Filmregisseur
    5. Eduardo (* Mailand 28. September 1908, † Mailand 4. Oktober 1980); ⚭ Venedig 28. November 1931 Nicoletta dei Conti Arrivabene Valenti Gonzaga (* San Polo 1. November 1906, † Rivalta sul Mincio 16. September 1986)
      1. Eriprando (* Mailand 24. September 1932, † Pavia 26. Mai 1995); ⚭ Rom 12. Juli 1969 Donna Francesca Patrizia Ruspoli dei Principi de Poggio Suasa (* Rom 17. Juli 1940)
        1. Edoardo (* Rom 25. März 1970)
        2. Ortensia (* Rom 5. Juni 1972); ⚭ 2010 Cyril de Commarque (* Périgueux 12. August 1970)

      2. Violante (* Mailand 12. Juni 1934, † New York 25. März 2000); ⚭ I Cernobbio 20. September 1954 Pier Maria Conte Pasolini Dall'Onda (* Rom 5. Dezember 1922, † 5. November 2007); ⚭ II 1996 Carlo Caracciolo Principe di Castagneto, Duca di Melito (* Florenz 23. Oktober 1925)
      3. Vivide (* Mailand 22. Januar 1938); ⚭ Cernobbio 18. September 1958 Riccardo Parodi Delfino (* Colleferro 24. März 1934)

    6. Ida Pace (* Mailand 19. Januar 1916, † 6. August 2008); ⚭ Grazzano Visconti 29. Oktober 1939 Giuseppe Gastel (* Mailand 5. Februar 1913, † Mailand 13. Mai 1991)
    7. Uberta (* Mailand 6. April 1918, † 30. Juli 2003); ⚭ Mailand 30. April 1940 Renzo Avanzo (* Rom 23. Januar 1911, † Rom 24. März 1989)

  4. Guido Carlo (* Mailand 13. Juli 1881, † Mailand 19. Juli 1967); ⚭ Mailand 26. Juli 1906 Matilde Maria dei Conti Marescalchi (* Bologna 25. Oktober 1881, † Mailand 13. Juni 1973)
    1. Raimondo (* Mailand 9. Mai 1907, † Laveno Mombello 31. Juli 1983); ⚭ Mailand 6. Juli 1940 Elena Castellini (* Mailand 26. November 1914)
      1. Guido Carlo (* Mailand 31. Juli 1941, † Taormina 6. August 1974); ⚭ Rom 5. Juni 1971 Maria Gloria Gorgone (* Catania 8. Juni 1947)
        1. Francesca (* Mailand 17. April 1972); ⚭ Bologna 6. Juni 1999 Marchese Edoardo Pallavicini (* Treviso 7. November 1965)
        2. Raimondo (* Mailand 4. September 1973)

      2. Luca (* Casalecchio di Reno 1. Januar 1943); ⚭ Rovereto 16. April 1977 Maria José Contessa Bossi-Fedrigotti (* Sacco 19. Juni 1951)
        1. Ferdinando (* Mailand 25. September 1978); ⚭ 26. September 2009 Maria Consolata Visconti
        2. Caterina (* Mailand 23. Juni 1982)
        3. Filippo (* Mailand 26. April 1986)

      3. Matilde (* Somma Lombardo 18. November 1944); ⚭ I Casalecchio di Reno 19. September 1964 Carlo Greppi dei Conti di Bussero e Corneliano (* Mailand 2. Juli 1931, † Lesmo 22. August 1966); ⚭ II Poreta di Spoleta 24. Juni 1978 Maurizio Montani della Fargna (* Bologna 26. November 1941)
      4. Leonardo (* Mailand 3. Februar 1947); ⚭ Fontenovella di Lauro 9. Oktober 1971 Anna Sanfelice di Monforte dei Duchi di Bagnoli (* Neapel 9. Februar 1943)
      5. Beatrice Orsina (* Rom 21. Juli 1972); ⚭ Tizzano all'Eremo, ⚭ Bologna Oktober 2002 Gianfilippo Ranieri Bourbon del Monte dei marchesi di Sorbello (* Rom 1969)
      6. Elena Maria Immacolata (* New York 19. August 1976); ⚭ New York 26. September 2006 Nobile Diego Rodinò di Miglione (* 1979)
        1. Emilia Maria Carolina (* Kairo 23. März 1978); ⚭ Persiceto 1. Juli 2006 Vieri Paoletti

    2. Ferdinando (* Mailand 30. April 1909, † Mailand 2. März 1963); ⚭ Wien 12. Februar 1955 Renate Pengg Edle von Auheim (* Thörl bei Aflenz, Steiermark 10. Oktober 1925)
    3. Giulia (* Mailand 20. Februar 1913, † Mailand 21. Juni 1994); ⚭ Casalecchio di Reno 25. November 1940 Giulio Principe Rospigliosi (* Nemi 25. Oktober 1907, † Mailand 18. April 1986)
    4. Filippo (* Mailand 20. Februar 1913, † Zalata di Bereguardo 26. Oktober 1982); ⚭ Rozzano 15. Juli 1962 Angela Cima (* Como 28. Oktober 1921, † Mailand 10. September 1990)
      1. Valentina (* Mailand 1. April 1963); ⚭ Sils Maria 1. Oktober 1994 Giuseppe Dessì

    5. Maria (* Mailand 14. Oktober 1916, † Mailand 1. Mai 1987); ⚭ Mailand 9. November 1960 Pier Ettore Bergamasco († Mailand 20. Dezember 1978)
    6. Niccolò (* Florenz 12. Dezember 1920, † Mailand 10. August 2004); ⚭ Mailand 12. November 1944 Luisa Borghi (* Mailand 7. Dezember 1919)
      1. Agnese (* Mailand 8. Januar 1946); ⚭ Mailand 14. September 1972 Adolfo dei Conti Viansson Ponte (* Triest 7. November 1941)
      2. Matteo (* Mailand 23. Juli 1947); ⚭ I Mailand 15. Dezember 1973 Susanna Zevi; ⚭ II Margherita del Favero
        1. Bernabò (* 1983)
        2. Bonaventura (* 1986)

      3. Chiara (* Mailand 23. Juli 1947); ⚭ Mailand 28. Januar 1977 Antonello Terzi

    7. Ida (* Florenz 19. Januar 1923, † Turin 18. März 2010); ⚭ Mailand 1. Oktober 1945 Ernesto Conte Bocca (* Turin 31. Januar 1908, † Florenz 30. Oktober 1990)